# 伍德賽德鎮區 (明尼蘇達州波爾克縣)
伍德賽德鎮區（英語：Woodside Township）是位於美國明尼蘇達州波爾克縣的一個行政鎮區。

## 地方資料
伍德賽德鎮區的面積為92.80平方千米，當中陸地面積為79.38平方千米，而水域面積為13.42平方千米。根據2020年美國人口普查的數據，當地共有人口512人，而人口密度為每平方千米5.52人。